# Intervista col vampiro (romanzo)
Intervista col vampiro (titolo originale Interview with the Vampire) è il primo romanzo delle Cronache dei vampiri di Anne Rice. Scritto nel 1973 e pubblicato nel 1976 è rapidamente divenuto un best seller ed ha avuto notevoli ripercussioni sull'immaginario comune e sull'idea di vampiro.
Dal romanzo sono stati tratti l'omonimo film diretto da Neil Jordan nel 1994 e una serie televisiva nel 2022. 

## Trama
Il vampiro Louis de Pointe du Lac racconta la sua storia ad un giovane giornalista, Daniel Molloy: tutto inizia nel 1791, quando in seguito alla morte del fratello, Louis cade in preda alla depressione. Non vuole più vivere, ma non ha il coraggio di togliersi la vita, per cui Lestat de Lioncourt, un vampiro, gli dona la possibilità di vivere per sempre, nutrendosi di sangue e vittime umane.
Louis non riesce ad accettare completamente l'inevitabilità dell'omicidio e la sua anima è sempre dilaniata da questo tormento interiore che lui riconduce alla sua umanità latente. Quando sta per lasciare Lestat e proseguire la sua "vita" da solo, il suo creatore trasforma una bambina di 5 anni, Claudia, in un vampiro, e insieme l'allevano. Il trio trascorre 60 anni insieme, quando infine Claudia decide di porre fine all'arroganza di Lestat e cerca di ucciderlo. Louis e Claudia, ora soli, partono per l'Europa alla ricerca di loro simili, e mentre viaggiano nei luoghi dove sono più diffuse le leggende sui vampiri, non trovano altro che cadaveri più o meno senzienti. Iniziano a temere di aver ucciso l'unico essere come loro, ma mentre si trovano a Parigi finalmente entrano in contatto con altri non-morti, i vampiri del Theâtre des Vampires, guidati da Armand.
Armand, un vampiro di 400 anni con l'aspetto di un adolescente, sembra un maestro molto più preparato di Lestat e Louis cade subito sotto il suo fascino, mentre Claudia se ne sente minacciata. Una sera, infatti, i vampiri fanno irruzione nell'appartamento dei due al Saint-Gabriel Hôtel e li catturano. Claudia sarà esposta alla luce del sole, mentre Louis, imprigionato in una bara murata, sarà salvato da Armand. Per vendicare Claudia, qualche giorno dopo Louis brucia il Teatro dei Vampiri insieme a tutti i suoi occupanti. Armand aveva precedentemente abbandonato il teatro, pertanto si salva dal rogo.
Tornato a New Orleans, Louis scopre che Lestat è ancora vivo, anche se in condizioni pietose: non riesce ad accettare i cambiamenti introdotti nella società dalla tecnologia; Louis, impietosito, se ne allontana. Il giornalista è profondamente toccato dalla narrazione e non riesce a capire come possa Louis avere una concezione così pessimistica della vita eterna. A suo avviso, chiunque vorrebbe essere immortale, per cui supplica Louis di trasformarlo in vampiro, ma senza successo.

## Personaggi principali
- Louis de Pointe du Lac (protagonista e narratore della storia)
- Daniel Molloy (intervistatore)
- Lestat de Lioncourt (co-protagonista, antagonista)
- Claudia
- Armand

## Edizioni
- Anne Rice, Intervista col Vampiro, a cura di L. Spagnol; traduzione di Margherita Bignardi, XI ed., collana TEADUE n° 327, TEA, 2005,  p. 362, ISBN 978-88-7819-868-5.